# Syndrome WHIM
Pour les articles homonymes, voir WHIM.
Le syndrome WHIM est une maladie immunologique héréditaire à transmission autosomique dominante. Son nom correspond à l'acronyme anglophone «  Warts (verrues), Hypogammaglobulinemia, Immunodeficiency, Myelokathexis (leucopénie et neutropénie dues à une rétention de ces cellules dans la moelle) ».

## Description
Il s'agit d'une maladie rare, concernant deux cas pour 10 millions de naissances.
Des quatre caractéristiques, la leucopénie est la plus constante, avec un myélogramme montrant une moelle riche. Les verrues sont plus ou moins abondantes. Les leucocytes sont vacuolés, hypermatures.

## Cause
Le syndrome est souvent dû à une mutation du gène CXCR4 avec gain d'activité de la protéine, mais certaines formes sont décrites sans cette mutation.

## Traitement
Le plerixafor, un inhibiteur du CXCR4, entraîne une amélioration des symptômes, des paramètres biologiques et de la qualité de vie.
En 2015, une femme a vécu une rémission spontanée du syndrome WHIM à la suite de la suppression d'une copie anormale du gène CXCR4, localisé sur le chromosome 2. Le phénomène qui s'est produit chez cette patiente est connu sous le nom de chromothripsis. Ce processus a entraîné la délétion de 164 gènes au total. Cependant, étant limitée à une seule cellule souche hématopoïétique, la patiente a survécu à cette perte massive de gènes. En éliminant la copie anormale du gène CXCR4, la cellule souche a pu régénérer la lignée myéloïde. Cette régénération a conduit à la restauration d'un statut immunitaire normal chez la patiente.